# Mokoš

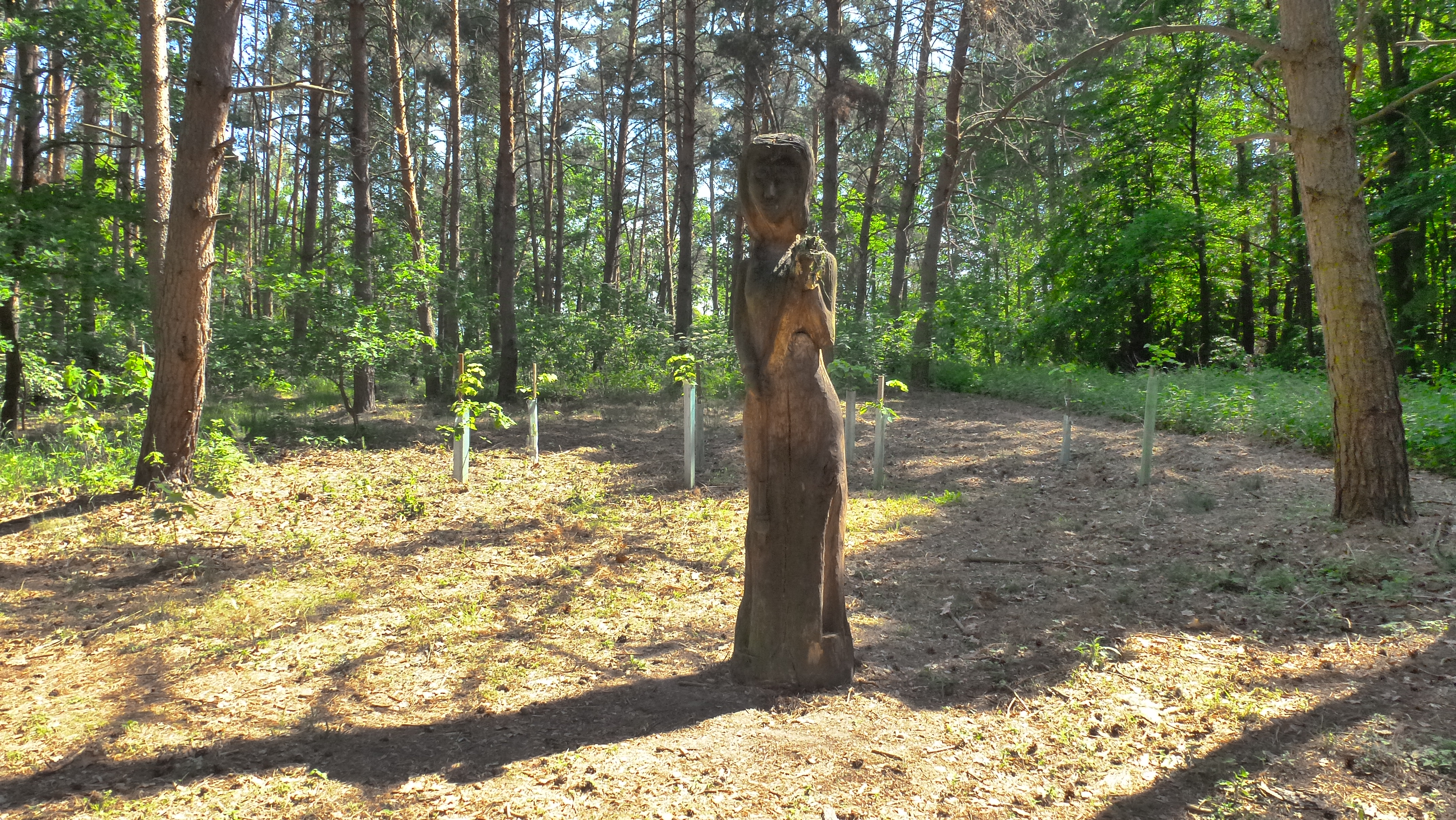
Rappresentazione di Mokoš.

Mokoš (Mokosz, Mokusa, Мокошь, Makoš) è una dea del pantheon slavo. Secondo alcuni studiosi come Łowmiański e Borovskij è la dea della pioggia e alla tempesta, mentre secondo altri (Jakobson, Gieysztor) costituisce una figura della Madre Terra. Viene considerata l'equivalente slavo di Demetra nella mitologia greca. Mokoš è associata alla terra, all'acqua, alla pioggia, alla femminilità, alla fecondità, alla sessualità, ad attività come la tessitura e la filatura.
A seconda delle versioni è la compagna di Perun o di Svarog. Ha quattro figli:
- Jarylo, il dio dell'agricoltura;
- Dola, la dea del destino degli uomini;
- Rod, il dio della fertilità;
- Ubože, lo spirito della casa.

Anche Mokoš compare come spirito della casa. Con le sembianze di una donna con una grande testa e i capelli scompigliati, di notte filava la lana delle pecore. Prima della sua apparizione si sentiva un rumore di ruote. Le usanze vogliono che le venisse lasciato un gomitolo di lana come piccola offerta accanto a delle forbici, mentre durante le festività le venivano lasciati in dono dei viveri.
Il giorno della settimana dedicato a Mokoš è il venerdì. La festa di Mokoš ricorre tra il 25 ottobre e il 1º novembre. Con l'avvento del Cristianesimo la dea venne identificata con la Santa Paraskeva Pjatnica, il cui giorno sacro è appunto il venerdì. Il suo culto confluì anche in quello della Vergine Maria.
Si sono conservati fino ad oggi tessuti provenienti dalla Russia del nord in cui, secondo Rybakov, è visibile la figura Mokoš.